# مترو سالونيك
مترو سالونيك هو مترو تحت الأرض قيد الإنشاء في مدينة سالونيك،اليونان.من المقرر دخول الخط الأول الخدمة في أبريل 2023  والخط الثاني في ديسمبر 2023.